# حدباء المزاريع (مأرب)

تعديل مصدري - تعديل

حدباء المزاريع هي إحدى قرى عزلة ال فجيح بمديرية مأرب التابعة لمحافظة مأرب، بلغ تعداد سكانها 110 نسمة حسب تعداد اليمن لعام 2004.